# Tchagra australis
Tchagra australis là một loài chim trong họ Malaconotidae.